# Club de Béisbol y Sófbol de Rivas-Vaciamadrid
El Club de Béisbol y Sófbol de Rivas-Vaciamadrid es un club deportivo dedicado al béisbol y al sófbol ubicado en Rivas-Vaciamadrid (España). Compite en la Liga española de béisbol.

## Historia
El Club de Béisbol y Sófbol Rivas fue fundado en el año 1989 por el cubano Raúl Suárez.
Fue el primer equipo dedicado a la práctica de ese deporte en el municipio, cuna del importante Club de Béisbol y Sófbol que es hoy. Desde entonces, la entidad ha ido creciendo cada año incorporando nuevas categorías. Además, con la creación de las Escuelas Municipales se ha promocionado este deporte desde la base.

## Categorías
En la actualidad cuenta equipos en la categoría de Alevín, Infantil, Cadete, Juvenil, Sénior de béisbol y sófbol.

## Uniforme
Uniformidad oficial:
- Como local
  - Chaquetilla azul, pantalón blanco, sudadera blanca, medias azul y gorra azul.
- Como visitante
  - Chaquetilla blanca, pantalón blanco, sudadera azul, medias azul y gorra azul.